# 西邊街

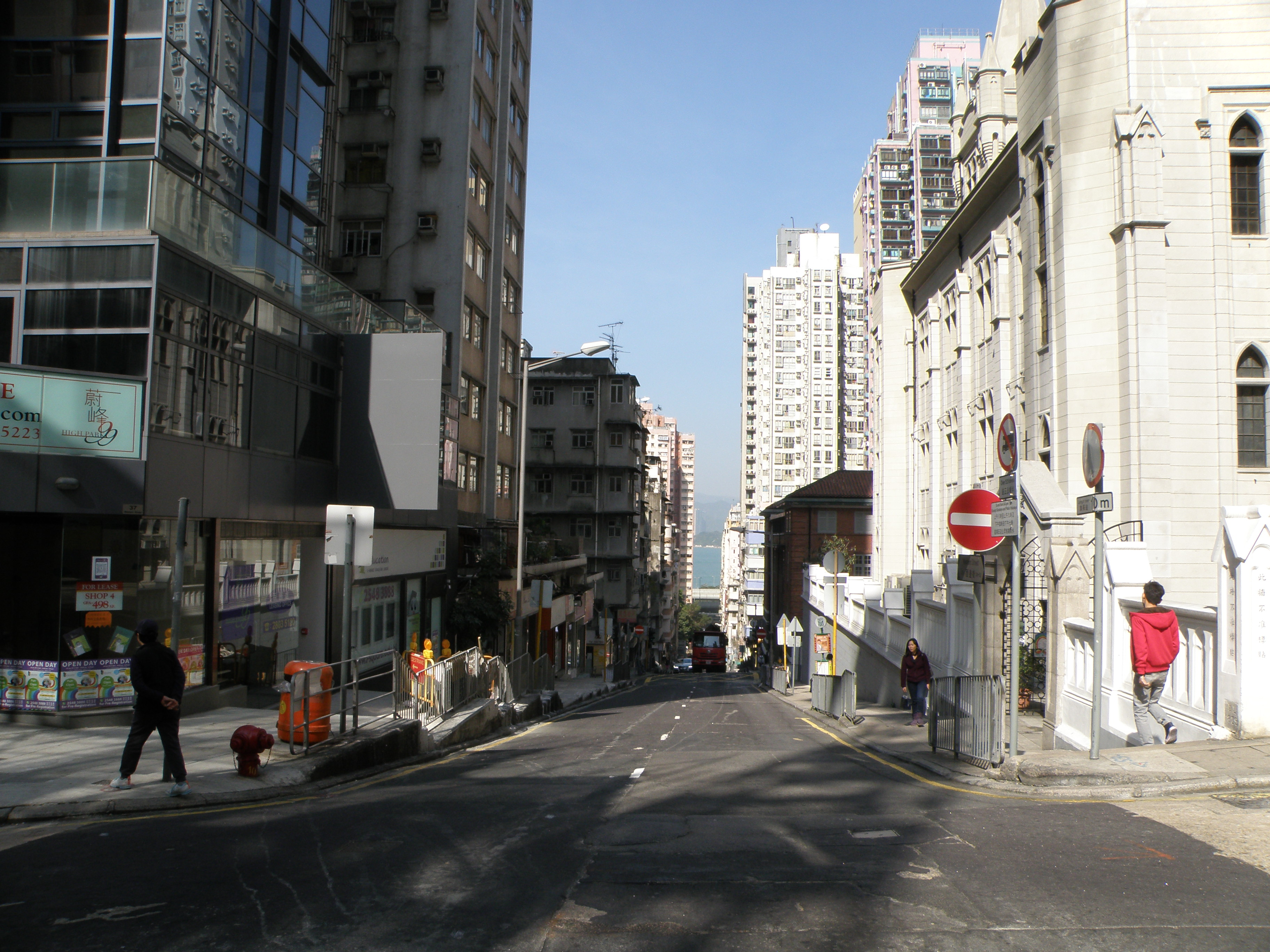
西邊街近救恩堂

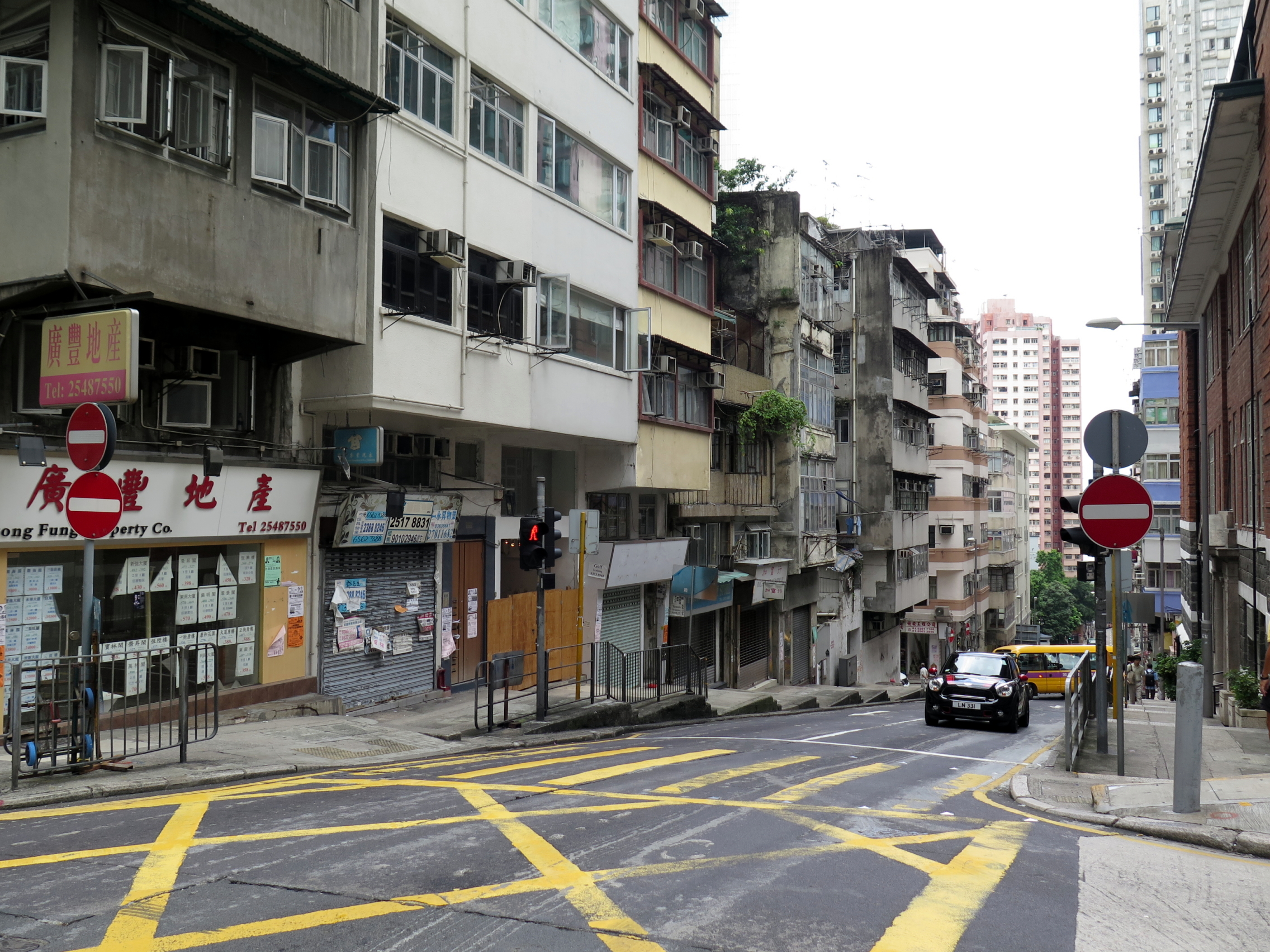
西邊街近西區社區中心

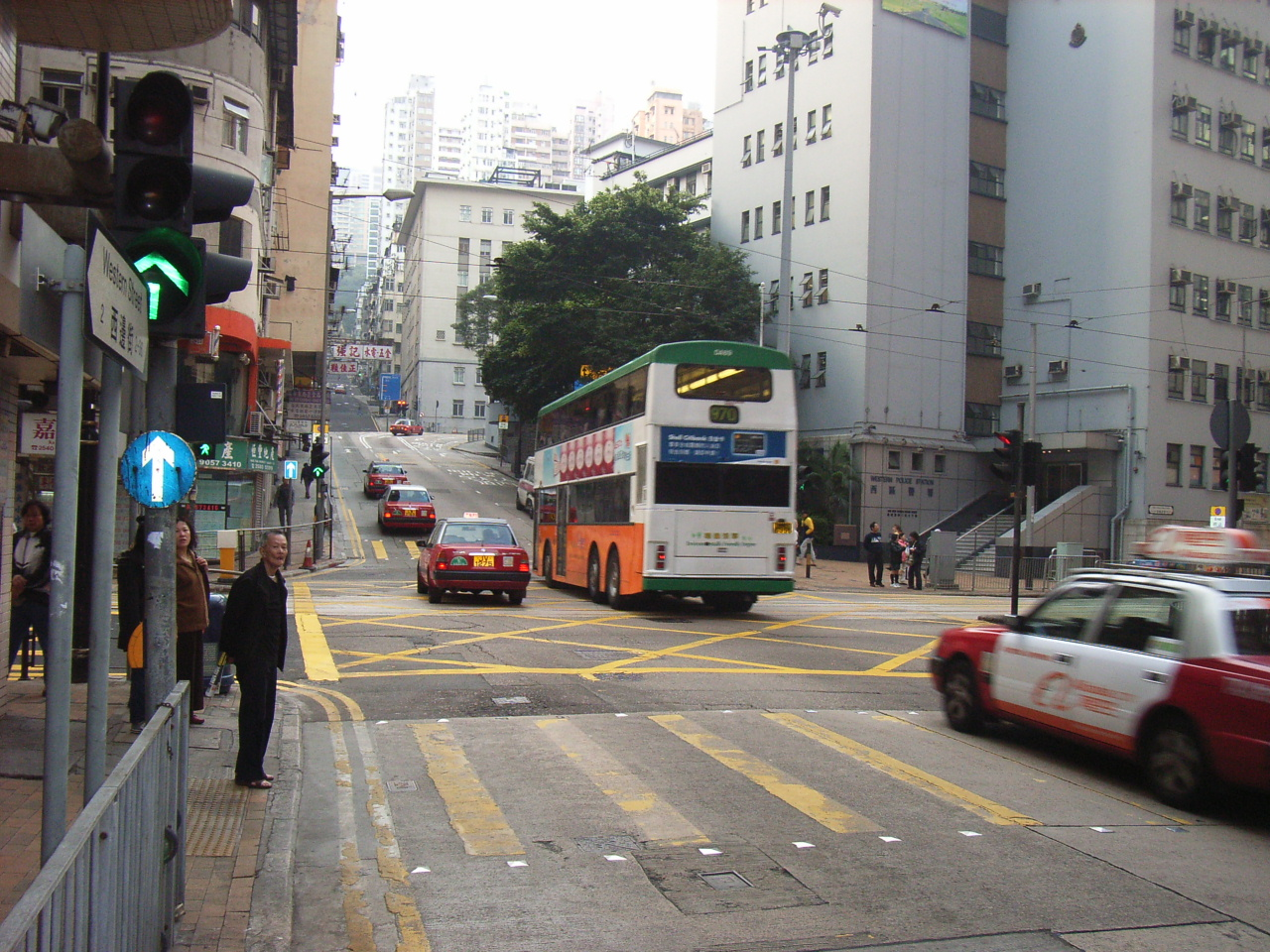
西邊街近香港電車路的一段

西邊街（英語：Western Street），是香港西營盤及至西半山的一條單向行車的山坡斜路街道，車輛只可以向上行，不准下行。它也是長命斜，斜度大約有1:6。因為只有車輛上行，所以也避免交通意外。
西邊街原稱新西街，以別於上環太平山街和荷李活道之間的西街。

## 沿途地標
由北至南：
- 干諾道西
- 均益大廈第3期
- 西邊街38號明德山
- 德輔道西
- 西區警署
- 皇后大道西
- 前西區裁判法院
- 第一街
- 第二街
- 西區社區中心（包括仁濟醫院中銀醫療中心）
- 前西約華人公立醫局 （現時的長春社文化古蹟資源中心）
- 第三街
- 救恩堂
- 救恩學校
- 高街
- 英皇書院
- 般咸道

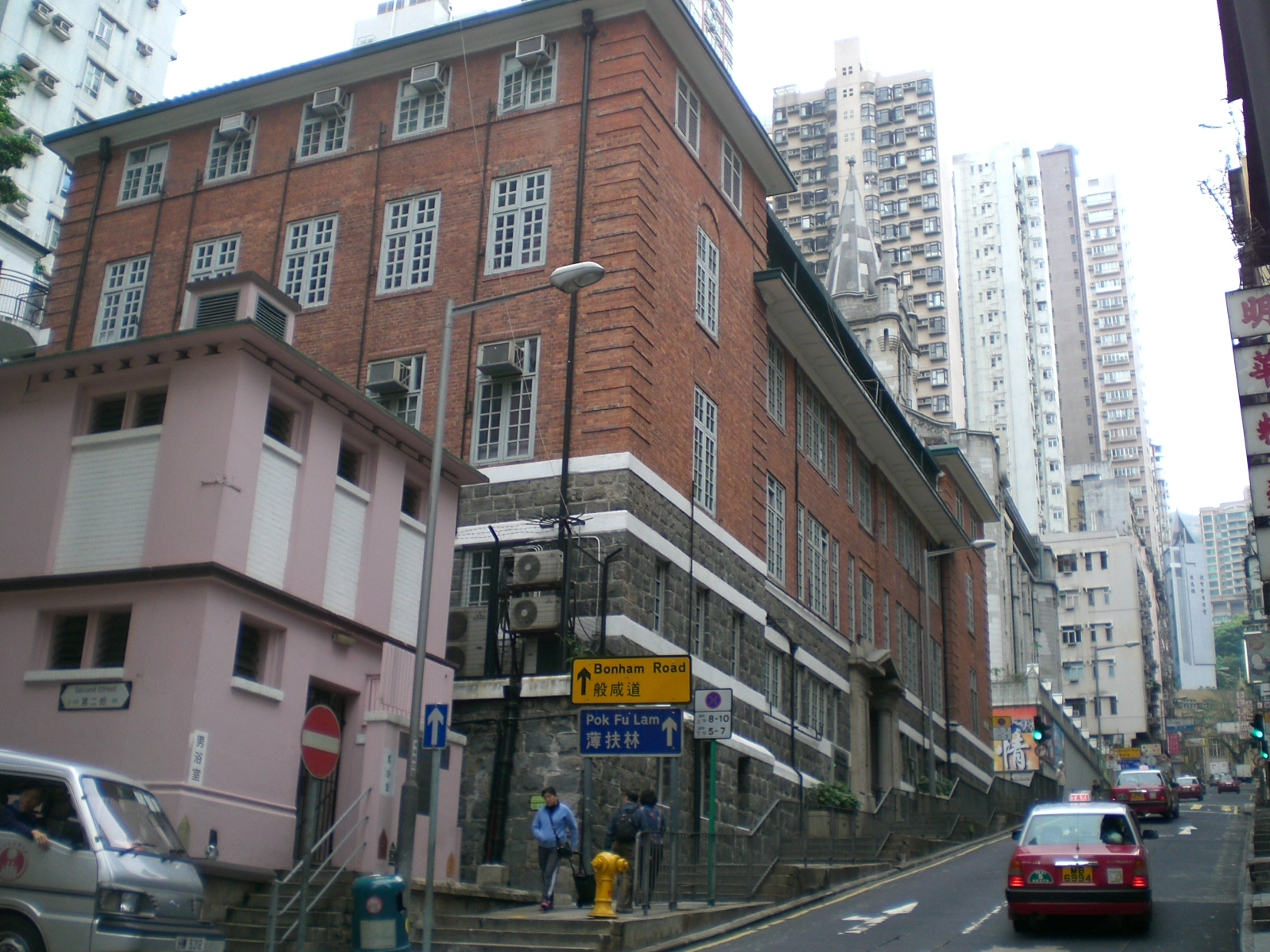
西區社區中心
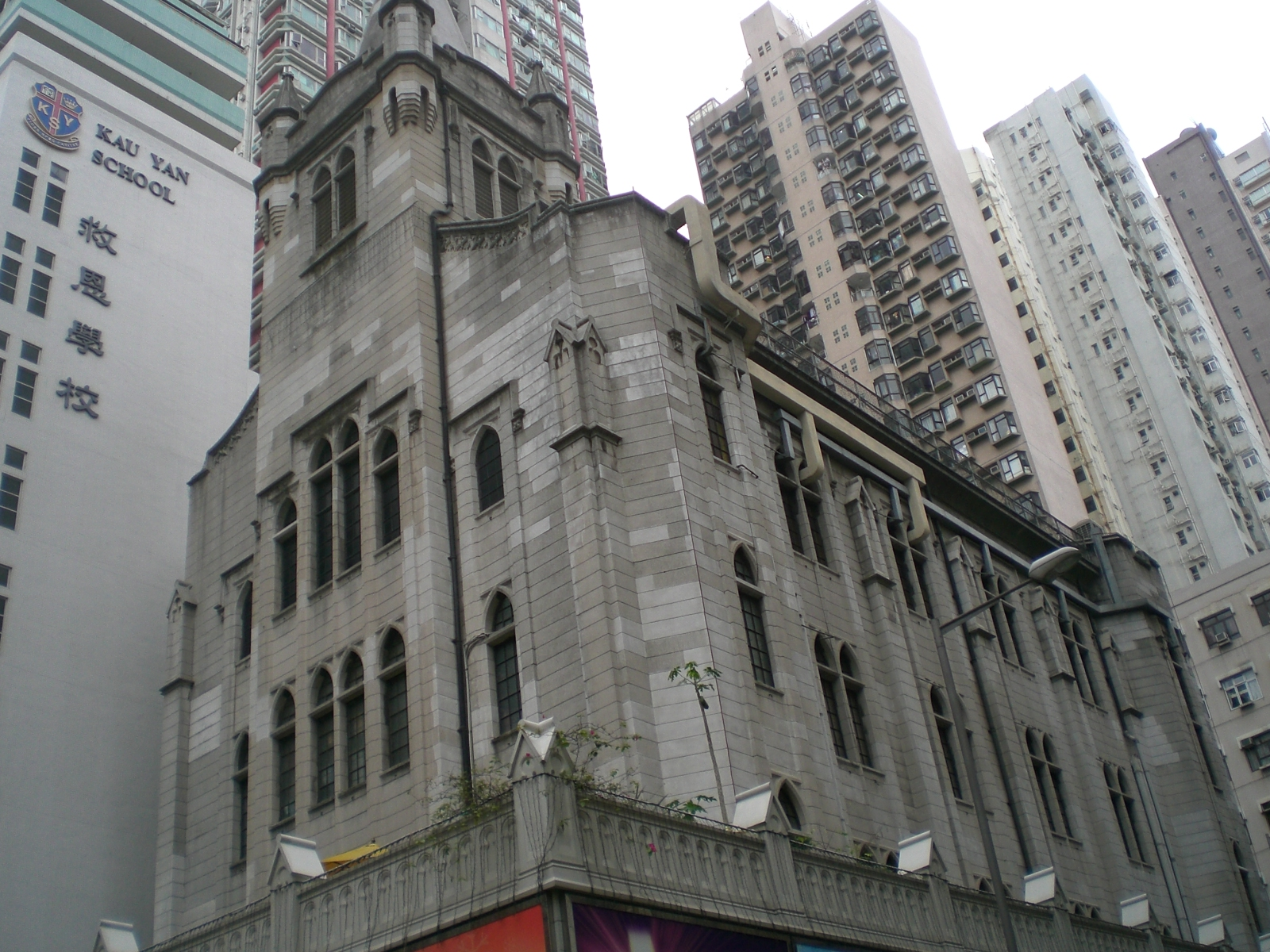
救恩堂
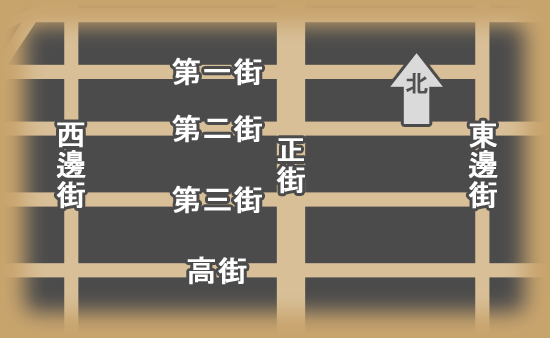
西營盤早期街道規劃

## 註腳
1. ↑  . 中原地圖. 3月30日. []
2. ↑  . Uwants.com. 3月30日  [2010-03-30]. （原始内容存档于2016-03-04）.

## 站外鏈結
- 西邊街位置地圖 （页面存档备份，存于）